# Hungaria dinamikai család
A Hungaria dinamikai család a Hungaria kisbolygó pályájával rokon mozgású kisbolygók összessége. A Hungaria dinamikai családot mintegy 5000 (2009-es adat) kisbolygó alkotja, melyek közel körpályán haladnak (átlagos excentricitásuk 0,08), félnagytengelyük 1,81 és 1,99 CsE közé esik és viszonylag nagy hajlásszögű, 22° és 24° közé eső pályákon keringenek.

## A 434 Hungaria kisbolygó kétféle „családja”
A kisbolygók nagy száma lehetővé tette csoportosításukat különféle jellemzők alapján. Az első osztályozást a mozgásuk pályaelemei szerint tették. Ekkor alakították ki a Hungaria-típusú kisbolygók családját. Idővel a színképi vizsgálatok is megkezdődtek, s kezdetben a Hungaria dinamikai család tagjainak színképe azonos vonásokat mutatott. Később azonban, a Hungaria kisbolygók darabszámának növekedésével egyre több más színképtíusú kisbolygó is előfordult a Hungaria dinamikus család tagjai között. Mára ezért szétválasztották a kétféle megnevezést.

## AzE típusú kisbolygókszínképi családja
A szétválasztást egy 2008-ban végrehajtott fölmérés tette lehetővé. Ekkor a kutatók 334 darab, a Hungaria családba tartozó kisbolygó színképéről a következő statisztikai besorolást adták: az E típusú kisbolygók és az M típusú kisbolygók közé a vizsgáltak 59%-a, a C típusú kisbolygók közé 26%-a, az S típusú kisbolygók közé a 9%-a. (Assandri és Gil-Hutton, 2008).

## Lásd még
- 434 Hungaria
- 44 Nysa
- 2867 Šteins
- 4483 Petőfi

## Külső hivatkozások
- Studies of the Faint Hungaria Asteroid 86279 Brucegary
- Warner – Asteroid Photometry at Palmer Divide Observatory
- The Hungaria Group of Minor Planets
- Polarimetric observations of Hungaria asteroids